# Технологічна компанія
Технологічна компанія  (або технічна компанія) — це технологічна компанія, що базується на електроніці, включаючи, наприклад, бізнес, пов’язаний із цифровою електронікою, програмним забезпеченням і пов’язаними з Інтернетом послугами, такими як послуги електронної комерції.

## Подробиці
За даними Fortune, станом на 2020 рік десятка найбільших технологічних компаній за доходами: Apple Inc., Samsung, Foxconn, Alphabet Inc., Microsoft, Huawei, Dell Technologies, Hitachi, IBM та Sony.  Amazon має більший дохід, ніж Apple, але класифікується Fortune у секторі роздрібної торгівлі.  Найприбутковішими у списку в 2020 році є Apple Inc., Microsoft, Alphabet Inc., Intel, Meta Platforms, Samsung і Tencent.
Apple Inc., Alphabet Inc. (власник Google), Meta Platforms (власник Facebook), Microsoft і Amazon.com, Inc. часто називають великою п’ятіркою міжнародних технологічних компаній, розташованих у Сполучених Штатах.  Ці п’ять технологічних компаній домінують у основних функціях, каналах електронної комерції та інформації в усій екосистемі Інтернету.  Станом на 2017 рік «Велика п’ятірка» мала загальну оцінку понад 3,3 трильйона доларів і становить понад 40 відсотків вартості індексу Nasdaq 100
Багато великих технологічних компаній мають репутацію інноваційних компаній, які щорічно витрачають великі суми грошей на дослідження та розробки.  Згідно з рейтингом Global Innovation 1000 від PwC за 2017 рік, технологічні компанії увійшли до дев’яти з 20 найбільш інноваційних компаній у світі, причому найбільше витрачає на дослідження та розробки (за оцінкою витрат) Amazon, за нею Alphabet Inc., а потім Intel.
У результаті того, що численні впливові технологічні компанії та технологічні стартапи відкривають офіси неподалік одна від одної, у різних регіонах світу виникла низка технологічних районів.  Серед них: Кремнієва долина в районі затоки Сан-Франциско, Силікон-Ваді в Ізраїлі, Кремнієві доки в Дубліні, Кремнієві пагорби в Остіні, Tech City в Лондоні;  Digital Media City в Сеулі, Zhongguancun в Пекіні та Cyberjaya в Малайзії.  Компанії графічного дизайну (дизайну) і високотехнологічні компанії складають підгрупи компаній графічного дизайну.

## Дивіться також
- Список найбільших технологічних компаній
- Deep tech
- Компанія Dot-com
- Нарис технології